# Arenas de San Juan
Arenas de San Juan é um município da Espanha na província de Ciudad Real, comunidade autónoma de Castilla-La Mancha, de área 63,09 km² com população de 1044 habitantes (2006) e densidade populacional de 16,55 hab./km².

## Demografia

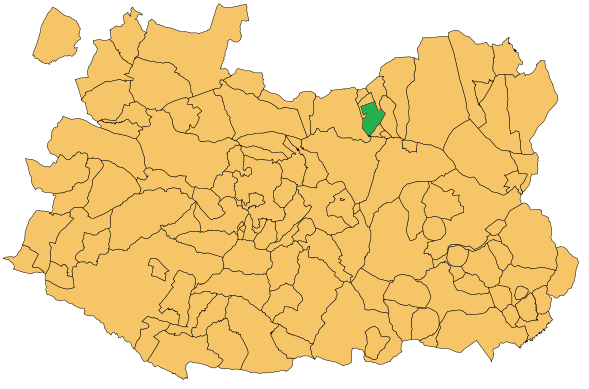
Mapa de localização

| Variação demográfica do município entre 1991 e 2004 | Variação demográfica do município entre 1991 e 2004 | Variação demográfica do município entre 1991 e 2004 | Variação demográfica do município entre 1991 e 2004 |
| --------------------------------------------------- | --------------------------------------------------- | --------------------------------------------------- | --------------------------------------------------- |
| 1991                                                | 1996                                                | 2001                                                | 2004                                                |
| 1065                                                | 1085                                                | 1050                                                | 1075                                                |